# XQuartz
The X Window System (X11) — реализация X11 от Apple для macOS.
XQuartz (более известен как X11.app) для OS X представляет собой полноценное программное средство системы X Window System, которое базируется на программном обеспечении с открытым исходным кодом и содержит полный набор стандартных программ сервера X11, клиентских библиотек и инструментов разработчиков, а также ряд служебных программ, таких как xterm. Поддерживает аппаратное ускорение 2D и OpenGL. Имеет интеграцию с интерфейсом Aqua. Первая бета-версия была доступна для Mac OS X 10.2, а вот для Mac OS X 10.3 уже была доступна для скачивания с официального сайта Apple как стандартный пакет.
Был переписан в Mac OS X 10.5 для использования более популярного X.Org Server (X11R7.2), вместо XFree86

## О программе
Так как Mac OS X базируется на UNIX, то пользователь может работать со многими инструментами и средами UNIX. Имея X11 для Mac OS X, пользователь может использовать программы, базирующиеся на графическом интерфейсе пользователя системы X Window System.
Программы X11 работают по тому же принципу, что и программы Mac OS X. Например, при работе с ними можно пользоваться стандартными функциями Mac OS X, такими как сворачивание окна в Dock, копирование или вставка объектов между программами X11 и Mac OS X. Также возможно использование любой трехкнопочной USB-мыши для работы с X11 для Mac OS X.
X11 для Mac OS X позволяет без труда переносить программы X Window System на компьютер Macintosh. X11 SDK устанавливается как часть пакета Xcode Tools.

## Местонахождение
X11 располагается в папке «Программы», точнее: /Applications/Utilities/Xquartz.app. Вы можете открыть программы X Window System, находясь в программе «X11» или «Finder».